# 糟屋館
糟屋館（かすややかた）は、神奈川県伊勢原市にあった中世居館。相模国守護・扇谷上杉氏が本拠とし、「上杉館」とも称される。扇谷上杉氏の家宰・太田道灌が暗殺された地として知られる。1969年（昭和44年）2月27日に「上杉館跡」の名称で伊勢原市指定史跡に指定されている。

## 歴史
明確な築城時期は不明だが、永享10年（1438年）に勃発した永享の乱に際して、扇谷上杉氏当主・上杉持朝が鎌倉・扇谷からここに移り館（守護所）を築いたのが始まりと言われる。宝徳2年（1450年）4月、山内上杉氏家宰・長尾景仲と扇谷上杉氏家宰・太田資清が江の島合戦で鎌倉公方方に敗れた際には、糟屋へと撤退している。なおこの時、景仲・資清は糟屋館北部の七沢山に要害（七沢城）を築いている。
江の島合戦の5年後・享徳3年（1455年）に享徳の乱が勃発すると、扇谷上杉氏も鎌倉公方・足利成氏との抗争のために前線の北武蔵へ拠点を移す必要が生じ、長禄元年（1457年）には河越城（埼玉県川越市）を築いて拠点を移した。また、最前線の五十子陣（埼玉県本庄市）にも当主が長期滞在するようになり、持朝から家督を継いだ上杉政真も五十子在陣中に戦死している。しかし、この間も糟屋館は相模国における拠点として維持され続けた。文明17年（1485年）には、詩僧・万里集九が「相陽糟屋の府第」に宿泊したことを『梅花無尽蔵』に記している。
政真から家督を継いだ上杉定正は、糟屋館の最も有名な城主である。彼は家宰・太田道灌の活躍により、山内上杉氏の傍流に過ぎなかった扇谷上杉氏の勢力を著しく伸長させた。しかし文明18年（1486年）7月26日、糟屋館に招かれた道灌は、定正の命令を受けた曽我兵庫によって暗殺された。この時、道灌は湯浴みを終えて風呂場を出たところであり、死に際には「当方滅亡」と言い残したという。
道灌の死後、扇谷上杉氏と山内上杉氏の間で長享の乱が勃発。長享2年（1487年）には、山内上杉氏当主・顕定が1000騎を率いて糟屋館を襲撃したが、これを上杉定正は館の南・実蒔原にて200騎で迎撃し、勝利した（実蒔原の戦い）。ただしこの時、館の北の守りである七沢城は山内方によって攻略されている。
実蒔原の戦い以降も山内上杉氏を数度破り善戦した扇谷上杉氏だったが、定正が戦闘中に落馬死すると急速に勢力を失っていく。長享の乱は扇谷上杉氏の敗北で終結し、また定正の依頼により伊豆討ち入りを果たした伊勢宗瑞（北条早雲）によって相模国の支配を脅かされることとなった。糟屋館は永正9年（1512年）に宗瑞によって相模国中部を攻略された時以前に廃城となったと考えられている。

## 場所
糟屋館は現在の神奈川県伊勢原市にあったとされるが、正確な場所は不明である。上粕屋（上糟屋）の御伊勢森（現・産業能率大学湘南キャンパス）周辺とする説と、下糟屋の丸山（現・丸山城址公園）とする説の2説があり、近年では後者すなわち丸山城＝糟屋館とする説が有力である。
『新編相模国風土記稿』の上糟屋村の項に「上杉修理大夫定正館蹟　今其地詳ナラズ。當時糟屋館ト稱シ。定正久シク居住セシ（中略）定正太田道灌ヲ此館ニテ誅戮ス。」とあること、そして周辺に立原（館原か）、的場、馬防口など城館と関係すると思われる地名が伝承されていることなどから、明治以降に御伊勢森が比定地とされた。また『甲斐国妙法寺記』には太田道灌が「糟屋金造寺」で討たれたとあり、この金造寺は「きんぞじ」すなわち蟠龍山公所寺洞昌院と考えれば、御伊勢森説の補強材料となる。洞昌院の寺伝によれば、糟屋館で襲撃を受けた道灌は命からがら洞昌院まで逃れその門前で自決した（現在境内に道灌の墓「胴塚」がある）というが、洞昌院と御伊勢森は数百メートル程度の距離である。こうしたことから、同地は1969年（昭和44年）に市指定史跡となった。
しかし御伊勢森説にはいくつか問題点がある。まず産業能率大学の校地造成にともない行われた発掘調査では、中世まで遡る可能性のある堀や土坑墓なども見つかっているが、規模が小さく「館」としての明確な遺構の発見には至っていない。御伊勢ノ森遺跡の発掘調査報告書ではさらに東側に存在しているのではないかと推定しているが、新東名高速道路や厚木秦野道路の工事などに際して広範囲に調査が行われたにも関わらず城館遺構と言えるものが見つからない。また御伊勢森説が想定する台地は広大すぎて中世の城館地としては適当ではなく、少なくとも同時代の一般例からは著しく逸脱していることが指摘されていること、当時の主要道に接しておらず交通・流通の統制をするには不適切な立地であることが挙げられている。さらに重要な問題として、上粕谷は戦国期には糟屋とは呼ばれていなかったと考えられ、近世になってから成立した『太田家記』（正徳2年、1714年）でも糟屋は上杉の地であるため秋山の洞昌院へ遺骸を引き取った旨の記述があり、御伊勢森に城館があったとしてそれが「相陽糟屋の府第」「糟屋館」と呼ばれるようになるとは考えにくいということがある。
これに対して丸山は、『風土記稿』の下糟屋村の項に「糟屋左衛門尉有季居蹟」とあるものである。丸山遺跡からは幅30メートル近い空堀、堀障子、土橋、土塁など大規模な遺構が確認され、それらが扇谷上杉氏の活動した年代と一致している。大山道や矢倉沢往還などが交差する交通の要衝に立地しており、周囲にも扇谷上杉氏と関連した寺社や文化財が多いなど、立地面からも上杉氏の居館として相応しいとされる。史料においても、『太田家記』には糟屋館の跡が大慈寺（現在丸山城跡公園近くにあり、道灌の墓「首塚」がある）であると記載されており、『風土記稿』の大住郡図説の項には「定正カ館蹟ハ。下糟屋村ニ在。」とある。これらの研究成果から、丸山説が有力と考えられている。